# Graziano da Pisa
Graziano da Pisa (Pisa, ... – Roma, 1205) è stato un cardinale italiano.
Originario di Pisa e nipote di papa Eugenio III, studiò giurisprudenza presso l'Università di Bologna, diventando successivamente un funzionario di spicco all'interno della cancelleria papale.

## Biografia
Nato a Pisa, Graziano studiò giurisprudenza a Bologna, ove ebbe come glossatore il famoso giurista Bulgaro e, insieme al compagno di studi e futuro vescovo Stefano di Tournai, ottenne il titolo di Magister. 
Sappiamo da una bolla del 21 marzo 1168 redatta a Benevento da papa Alessandro III che Graziano divenne un membro della cancelleria pontificia negli anni 50 del XII secolo. Nel documento, l'ormai giurista si firma con l'espressione per manum Gratiani, Sanctae Romanae Ecclesiae subdiaconi et notarii, la stessa che utilizzò in diversi altri documenti pontifici redatti ad Anagni tra il 23 gennaio e il 26 gennaio 1178.

### Attività diplomatiche
Nel 1169, Graziano e Viviano, un giurista di Roma arcidiacono di Orvieto, furono inviati in Francia da papa Alessandro III in qualità di nunzi, col compito di recapitare alcune missive al re Enrico II d'Inghilterra, in quel momento in territorio francese per motivi bellici, e all'arcivescovo di Canterbury Tommaso Becket. I due arrivarono in Francia nell'agosto dello stesso anno, tuttavia, prima di incontrare il re e l'arcivescovo, dovettero attendere molto presso la città di Sens, dal momento che il sovrano era impegnato in una campagna in Guascogna. Quando finalmente ebbe luogo l'incontro, le fonti dell'epoca affermano che ci fu una discussione molto accesa fra il re e i nunzi. Le lettere, infatti, contenevano un'esortazione che il pontefice faceva al sovrano inglese, il quale cercava di attuare delle politiche di ridimensionamento dei privilegi ecclesiastici. Dopo il primo colloquio, Graziano decise di tornare in Italia a riferire quanto accaduto al papa, mentre Viviano rimase insieme al re, cercando di persuaderlo a cambiare idea.
Nel 1171, in seguito all'assassinio dell'arcivescovo Becket, furono nuovamente inviati in Francia, questa volta in Normandia, a incontrare Enrico II, tuttavia il sovrano decise, per non incontrare i legati, di non abbandonare l'Inghilterra.

### Cancelleria
Tre anni dopo, Graziano fu inviato a lavorare presso la corte pontificia ad Anagni. In quel luogo, firmò e siglò nove bolle papali, mentre l'anno successivo, su richiesta di papa Alessandro III, si traferì insieme agli uffici della cancelleria a Ferentino. 
Nel 1177, accompagnò la corte papale in un viaggio a Venezia, ove soggiornò dall'11 maggio al 15 ottobre. Lì, si firmarono le trattative che portarono alla pace tra il pontefice e l'imperatore Federico Barbarossa e fu proprio Graziano il notaio che si occupò della stesura dei documenti ufficiali.

### La nomina a cardinale
Graziano fu creato cardinale da papa Alessandro III il 3 marzo 1178 e nello stesso anno gli venne assegnata la diaconia della Basilica dei Santi Cosma e Damiano, situata all'interno del foro romano. Il primo documento che firmò in qualità di cardinale risale al 28 marzo 1178 e fu siglato all'interno della Basilica di San Giovanni in Laterano, mentre sappiamo che il 2 gennaio 1179 si trovava a Tuscolo, ove infatti sottoscrisse una bolla papale. Il 30 agosto 1181, venne a mancare a Civite Castellana papa Alessandro III e due giorni dopo, il 1 settembre, i cardinali, fra cui anche Graziano si riunirono a Velletri per eleggere il nuovo pontefice. I cardinali elessero il vescovo di Ostia Ubaldo Alluncigoli, che prese il nome di Lucio III e che fu nominato, sempre a Velletri, nuovo pontefice il 6 settembre dal cardinale Teodino di Porto. 

#### L'esilio a Verona
I nobili romani, tuttavia, erano ostili al nuovo pontefice e dopo pochi mesi insorsero e decisero di scacciarlo da Roma insieme ai suoi collaboratori, i quali, insieme al nuovo papa, chiederanno il supporto dell'imperatore Federico Barbarossa, che in quel momento si trovava a Verona. L'imperatore, tuttavia, si mostrò molto restio ad accogliere le richieste del papa e dei suoi cardinali e pretese un'ingente somma di denaro in cambio del suo aiuto. La corte papale passò alle minacce, tentando di intimidire l'imperatore avvisandolo che se non avesse fatto il loro volere la sua anima ne avrebbe risentito. Per tutta risposta, Federico Barbarossa fece arrestare il pontefice e i suoi cardinali, fra i quali figurava anche Graziano, confinandoli a Verona.
Il 25 novembre 1185, morì papa Lucio III e con la sua scomparsa terminò anche l'isolamento veronese. Infatti, il conclave del 1185, che avvenne lo stesso giorno dei funerali del vecchio pontefice, elesse l'arcivescovo di Milano e cardinale Uberto Crivelli, che prese il nome di papa Urbano III.  Egli era "uno spirito violento e inflessibile, un temibile avversario per Federico Barbarossa" come lo definì il medievista Ferdinand Gregorovius; infatti, nel 1187, Urbano III riuscì a fuggire da Verona insieme agli altri cardinali, recandosi a Ferrara. Infatti, in quest'ultima città Graziano sottoscrisse una bolla papale il 13 ottobre di quell'anno. Papa Urbano III venne tuttavia a mancare a Ferrara il 20 ottobre 1187.
Il giorno successivo, tredici cardinali presenti a Ferrara, tra cui Graziano, iniziarono ad allestire il nuovo conclave, nel quale fu eletto all'unanimità il cardinale Alberto di Morra, ecclesiastico molto ben dall'imperatore Federico Barbarossa, il quale prese il nome di Gregorio VIII. Il nuovo pontefice volle immediatamente dare inizio ai lavori per riportare la corte papale a Roma. Col beneplacito dell'imperatore, egli spostò la corte papale a Bologna, Modena, Reggio Emilia, Parma, Lucca e infine Pisa, ove morì improvvisamente il 17 dicembre 1187 a causa di una febbre contratta otto giorni, ponendo fine al suo breve pontificato. Due giorni dopo, i cardinali si riunirono presso il Duomo di Pisa, ove allestirono il successivo conclave. I cardinali elessero, di nuovo all'unanimità, il cardinale Paolo Scolari, vescovo di Palestrina che prese il nome di Clemente III, come viene testimoniato da un documento firmato proprio dal cardinale Graziano il 23 dicembre 1187, il quale sottoscrisse ufficialmente l'elezione del nuovo pontefice.

#### Il ritorno a Roma
Clemente III portò avanti il progetto politico del suo predecessore, riuscendo a venire incontro alle esigenze dei nobili romani che si era rivoltati e a condurre la corte papale nell'Urbe verso la fine di dicembre del 1187. In questo periodo, non ci sono pervenuti documenti che attestino la presenza di Graziano a Roma, tuttavia sappiamo che nel 1194, su ordine del nuovo pontefice Celestino III, siglò una bolla papale nella Basilica di San Giovanni in Laterano e una in quella di San Pietro. Il 27 aprile 1195, papa Celestino III scrisse una lettera all'imperatore Enrico VI, figlio del Barbarossa, informandolo che avrebbe inviando una delegazione presso la sua corte. Tale missione diplomatica doveva originariamente essere composta da tre cardinali: Giovanni di Preneste (il quale non poté parteciparvi per un'improvvisa malattia), Pietro Diana e Graziano da Pisa. La loro missione era quella di ristabilire i rapporti diplomatici con l'impero e di esortare Enrico VI a partecipare a una nuova crociata contro Gerusalemme.
Dopo alcune lunghe trattative diplomatiche, l'imperatore decise di accogliere la richiesta del pontefice, dando inizio alla crociata del 1197. 

#### Ambasciatore a Genova e Pisa
Nel 1198, partecipò all'elezione di papa Innocenzo III in qualità di protodiacono e fu inviato dal nuovo pontefice, insieme al cardinale Pietro Diania, in qualità di ambasciatore a Genova e a Pisa, con lo scopo di far siglare una pace tra le due città perennemente in guerra, in modo tale che i crociati potessero contare sul supporto delle flotti genovesi e pisane. Graziano non riuscì nell'intento di far terminare gli scontri afra le due parti, tuttavia fu in grado di convincere le due città a partecipare attivamente alla crociata.
Nel 1205 Graziano terminò il suo incarico da ambasciatore e ritornò a Roma, ove si spense lo stesso anno. 